# ویلیامزتاون (کنتاکی)
ویلیامزتاون (به انگلیسی: Williamstown) شهری در ایالت کنتاکی کشور ایالات متحده آمریکا است که جمعیت آن در سرشماری سال ۲۰۱۰ میلادی، ۳٬۹۲۵ نفر بوده‌است.